# Fumika Baba
Fumika Baba (馬場 ふみか Baba Fumika?, n. 21 de junio de 1995 en Niigata) es una actriz y modelo japonesa, representada por la agencia de talentos Name Management.

## Biografía
Cuando estaba en secundaria, fue descubierta en una calle local, y desde entonces comenzó a trabajar como modelo para el periódico local gratuito, Niigata Bishōjo Zukan.

## Vida personal
El 13 de agosto de 2020, Baba dio positivo por COVID-19. Su agencia informó que había tenido fiebre mientras estaba en casa y, a pesar de haberse recuperado, decidió hacerse la prueba. También se hizo la prueba a un miembro del personal de su agencia, pero los resultados fueron negativos. El 9 de septiembre, anunció en su blog que se había recuperado de la enfermedad.

## Filmografía

### Series de televisión
| Año  | Título                          | Papel                                  | Cadena   | Notas |
| ---- | ------------------------------- | -------------------------------------- | -------- | ----- |
| 2014 | Kamen Rider Drive               | Medic / Medic Roidmude / Misuzu Hatori | TV Asahi |       |
| 2017 | Final Fantasy XIV: Dad of Light | Yoko Shoda                             | Netflix  |       |

### Películas
| Año  | Título                                                           | Papel                  | Notas |
| ---- | ---------------------------------------------------------------- | ---------------------- | ----- |
| 2014 | Puzzle                                                           |                        | Debut |
| 2015 | Kamen Rider Drive: Surprise Future                               | Medic                  |       |
| 2015 | Kamen Rider × Kamen Rider Ghost & Drive: Super Movie War Genesis | Medic / Medic Roidmude |       |
| 2017 | Revenge Girl                                                     | Mariko                 |       |
| 2018 | Kuso-yarō to Utsukushiki Sekai                                   | Fujiko                 |       |